# Romana Tomc
Romana Tomc (ur. 2 listopada 1965 w Lublanie) – słoweńska ekonomistka, działaczka gospodarcza i polityk, była wiceminister pracy, wiceprzewodnicząca Zgromadzenia Państwowego, posłanka do Parlamentu Europejskiego VIII, IX i X kadencji.

## Życiorys
Ukończyła studia ekonomiczne 1. stopnia (1986) i 2. stopnia (1994) na Uniwersytecie Lublańskim. W 1991 podjęła pracę w administracji podatkowej słoweńskiego ministerstwa finansów, w 1995 została dyrektorem sekcji dochodów. W tym samym roku przeszła do Słoweńskiej Izby Handlu i Przemysłu, gdzie była m.in. doradcą biznesowym oraz sekretarzem w departamentach finansowych. Pełniła również funkcję sekretarza stowarzyszenia pracodawców branży rzemieślniczej. W latach 2005–2007 kierowała działem spraw gospodarczych zrzeszenia pracodawców Słowenii. W 2008 objęła funkcję sekretarza stanu w ministerstwie pracy, rodziny i spraw społecznych. Od tegoż roku do 2011 zajmowała stanowisko dyrektora funduszu stypendialnego.
W wyborach parlamentarnych w 2011 z listy Słoweńskiej Partii Demokratycznej została wybrana do Zgromadzenia Państwowego, obejmując funkcję wiceprzewodniczącej słoweńskiego parlamentu. W wyborach europejskich w 2014 z ramienia swojego ugrupowania uzyskała mandat eurodeputowanej VIII kadencji.
W 2017 z rekomendacji swojej partii kandydowała w wyborach prezydenckich. W pierwszej turze głosowania z 22 października otrzymała niespełna 14% głosów, zajmując 3. miejsce wśród 9 kandydatów. W 2019 i 2024 z powodzeniem ubiegała się natomiast o reelekcję w wyborach europejskich.